# Josef Sudek
Josef Sudek (Kolín, 17 de març de 1896 - Praga, 15 de setembre de 1976) va ser un fotògraf txec. El seu treball s'emmarca entre el pictorialisme i la nova objectivitat. És el fotògraf txec del segle XX més conegut.
Va néixer a Kolín, a la regió de Bohèmia, durant l'Imperi Austrohongarès. Quan tenia tres anys va morir el seu pare, que era pintor decoratiu, i amb catorze anys, després d'estudiar a l'Escola d'Oficis de Kutná Hora, se'n va anar a Praga a estudiar enquadernació. El 1913 va començar a aficionar-se a la fotografia. Durant la Primera Guerra Mundial va prestar servei militar i el 1917 va sofrir l'amputació del braç dret a causa d'una granada de mà en el camp de batalla d'Udine. Va estudiar fotografia entre 1922 i 1923 a l'Escola d'Arts Gràfiques de Praga amb Jaromír Funke, amb el qual va mantenir discussions sobre la influència dels corrents artístics en la fotografia. Durant diversos anys es va dedicar a fer retrats de veterans de la guerra que van quedar discapacitats.
En els seus començaments realitzava les seves fotografies amb un estil pictorialista. El 1924 es va convertir en membre cofundador de la Societat Txeca de Fotografia (Ceská fotografická) al costat de Jaromir Funke i Adolf Schneeberger. Durant el 1926 va emprendre un viatge per Itàlia i Iugoslàvia. El 1927 va obrir el seu propi estudi fotogràfic al carrer Újezd de Praga. El 1936 abandonà el pictorialisme i adoptà postures més properes a la nova objectivitat. El 1956 es va publicar la seva primera monografia autònoma i el 1959 fou el primer fotògraf en rebre el títol d'Artista de Mèrit en la República Txeca. El seu llegat està format per més de 60.000 negatius.